# Каліфорнійська академія наук
Каліфорні́йська акаде́мія нау́к (англ. California Academy of Sciences) — один з десяти найбільших природознавчих музеїв у світі та один з найстаріших музеїв США, розташований в парку Голден-Гейт-Парк в Сан-Франциско, Каліфорнія. В його стінах також знаходяться Штайнгардський акваріум і Моррісонівський планетарій. Академія була заснована в 1853 як товариство дослідників, та все ще проводить велику кількість оригінальних досліджень, проте з початку 20 століття вийшли на перший план.
Головна будівля Академії зараз закрита на повну реконструкцію. Більша частина колекції музею виставлялася у тимчасовому місцерозташуванні за адресою 875 Говард-стріт у Сан-Франциско з 1 травня 2004 до 6 січня 2008 року, і була недоступною для відвідувачів через підготовку до урочистого відкриття нового будинку музею, запланованого на 27 вересня 2008 року.